# Светско првенство у фудбалу 1958.
Светско првенство у фудбалу 1958. је шесто по реду светско првенство. Одржано је у Шведској од 8. јуна до 29. јуна. Одлука о домаћинству првенства је донета у јулу 1950. на седници ФИФЕ.  Први пут је првенство одржано у једној нордијској земљи.
Титулу шампиона је освојила репрезентација Бразила, која је у финалу победила Шведску са резултатом 5:2. Ово првенство је остало упамћено по Пелеу који је са великим успехом наступио за екипу Бразила са 17 година и освојио титулу шампиона и по Жист Фонтену који је постигао 13 голова( три Парагвају, два Југославији, један Шкотској, два Северној Ирској, један Бразилу и четири СР Немачкој) на само једном првенству, и чији рекорд није оборен.

## Квалификације
По први пут у својој историји репрезентација СССР-а се квалификовала на једно светско првенство, а такође се први пут десило да су се све четири земље Уједињеног Краљевства, Енглеска, Шкотска, Велс и Северна Ирска квалификовале у завршницу такмичења.
Поред редовних квалификационих утакмица у Европи, Велс, иако је завршио други у квалификационој групи иза Чехословачке, је извучен жребом да игра плејоф утакмицу са Израелом, који није одиграо ни једну утакмицу пре тога. Турска, Индонезија и Судан, конкуренти из Израелове квалификационе групе нису хтели да играју, већ су се повукли из такмичења. После овога ФИФА је увела правило да тим који није одиграо ни једну квалификациону утакмицу се не може такмичити на завршном првенству. Велс је на овој утакмици против Израела победио и тиме себи обезбедио позицију у завршници турнира.
Жреб за четири завршне групе је обављен 8. фебруара 1958. године. Свака од четири групе је садржавала по један тим из западне Европе, источне Европе, тим из Уједињеног Краљевства и Јужне Америке.

## Завршница првенства
| Прво место Друго место Треће место | Четврто место Од 5. до 8. места Од 9. до 16. места |

Формат од задњег првенства се није променио што се група тиче, али овај пут је свака екипа морала да игра по једну утакмицу са сваком из групе и није било надокнаде времена или тражење победника у свакој утакмици. Меч је могао да се заврши и нерешеним резултатом. Позицију на табели је одлучивао прво број сакупљених бодова, па су онда у овом случају морале да се играју плејоф утакмице између тимова да би се одлучило која ће екипа ићи даље. У случају нерешеног резултата у плејоф сусрету онда се ишло на гол-разлику која је остварена у групном такмичењу. Ако је и гол-разлика била подједнака онда би се ишло на извлачење победника. Ова правила су важила за тимове који су делили друго и треће место а за тимове који су делили прво и друго место у случају истог броја бодова одмах се ишло на гол-разлику. Такмичења су већ почела и ова правила још нису била финализована. Организациони комитет је морао у току такмичења да изда специјални билтен који је објашњавао правила такмичења.

### Такмичење по групама
У групи 4 Бразил је доста убедљиво успео да обезбеди себи прво место. Пеле није улазио у игру све до утакмице са репрезентацијом СССР-а, и ову утакмицу Бразил је добио са 2:0, иако Пеле није постигао погодак, али су се његови саиграчи Вава и Гаринча побринули да спектакл не изостане. Пре те утакмице Бразил је играо нерешено са репрезентацијом Енглеске (0:0), што је била и прва утакмица без голова у историји завршнице светских првенстава. Због ове утакмице су репрезентација Енглеске и репрезентација СССР-а морале да играју плејоф утакмицу. СССР је голом Анатолија Иљина у 67 минуту утакмице избацио Енглезе из даљњег такмичења.
Плејоф је такође био потребан у првој групи. репрезентација Северне Ирске је победом у плејофу избацила репрезентацију Чехословачке и придружила се прваку групе репрезентацији Западне Немачке .
У трећој групи репрезентација Велса је у плејофу победила репрезентацију Мађарске са 2:1 и придружила се домаћину Шведској, која је већ себи обезбедила позицију у четвртфиналу. Репрезентација Мађарске је разочарала на овом првенству. После блиставих година и изузетних игара на претходном првенству, где су у финалу изгубили од репрезентације Западне Немачке, овде су испали већ после такмичења по групама. Главни разлог томе је био недостатак играча са претходног првенства. Од претходне једанаесторке су остали само голман Ђула Грошич, играч одбране Јожеф Божик и у нападу Нандор Хидегкути. Због политичких прилика сви остали играчи су били по иностранству и нису имали права да играју за своју репрезентацију.
Од свих група, најуједначенија је била Група 2. У њој су били изузетан тада јак тим Југославије, увек неугодни Шкоти, добра екипа Парагваја и Французи предвођени Жистом Фонтеном, који је већ у групи постигао шест голова. Французи су били први у групи са истим бројем бодова као и Југославија, која их је победила са 3:2, али су имали бољу гол-разлику.

### Четвртфиналне утакмице
У четвртфиналу Французи су са два Фонтенова гола елиминисали Северну Ирску, Немци су поготком Хелмута Рана отишли даље у полуфинале, елиминисавши репрезентацију Југославије. У друге две четвртфиналне утакмице Шведска је са победом од 2:0 елиминисала екипу СССР-а, а Бразил је голом Пелеа елиминисао екипу Велса.

### Полуфиналне утакмице
У полуфиналу репрезентативци Шведске су наставили са добрим играма. Победили су репрезентацију западне немачке са 3:1 и пласирали се у финале. Немци су по први пут на такмичењима имали и пех. Први пут им се десило да им играч буде искључен (Ерих Јусковиак) и повредио им се Фриц Валтер, тако да су остали са девет играча у пољу. Тада замене још нису биле дозвољене. Замена играча је уведена тек од 1970. године, на светском првенству у Мексику. 
Французи и поред гола Жиста Фонтена нису могли да одоле изузетно снажној екипи Бразила. Головима Ваве, Дидија, и са три Пелеова гола, Бразил је потопио наде Француза и победом од 5:2 пласирао се у финале.

### Финалне утакмице
У утакмици за треће место су се састале репрезентације Немачке и Француске. Француска је победила са резултатом 6:3. Фонтен је постигао четири гола на тој утакмици и са тиме поставио тешко обориви рекорд, тринаест постигнутих голова на једној завршници светског првенства.
Финале се играло у граду Солна, на Расунда стадиону пред 50.000 гледалаца. Швеђани су одмах у четвртој минути повели са 1:0, али су Бразилци головима Ваве успели убрзо да изједначе и у 32 минути да поведу са 2:1, тако да се на полувреме отишло са тим резултатом.
У другом полувремену Бразилци су са два гола Пелеа повећали предност на 4:1. До краја утакмице су обе репрезентације постигле по један гол. Ова финална утакмица је по свим извештајима припала Пелеу а тиме и трофеј и титула светског првака Бразилу, коме је ово била прва у низу.

## Резултати

### Прва рунда

#### Група 1
| Репрезентација  | Ута | П | Н | И | ГД | ГП | PG   | Поена |
| --------------- | --- | - | - | - | -- | -- | ---- | ----- |
| Западна Немачка | 3   | 1 | 2 | 0 | 7  | 5  | 1.40 | 4     |
| Северна Ирска   | 3   | 1 | 1 | 1 | 4  | 5  | 0.80 | 3     |
| Чехословачка    | 3   | 1 | 1 | 1 | 8  | 4  | 2.00 | 3     |
| Аргентина       | 3   | 1 | 0 | 2 | 5  | 10 | 0.50 | 2     |

| 8. јун 1958. 19:00                 |            |                        |                                                               |
| Западна Немачка                    | 3–1        | Аргентина              | Малме Стадион Малмеа Судија: Лиф (Енглеска) Гледалаца: 31.156 |
| Хелмут Ран 32’ 79’ · Уве Зелер 42’ | (Извештај) | Омар Оресте Корбата 3’ | Малме Стадион Малмеа Судија: Лиф (Енглеска) Гледалаца: 31.156 |

| 8. јун 1958. 19:00 |            |              |                                                                         |
| Северна Ирска      | 1–0        | Чехословачка | Халмстад Ерјанс Вал стадион Судија: Зипелт (Аустрија) Гледалаца: 10.647 |
| Вилбур Куш 21’     | (Извештај) |              | Халмстад Ерјанс Вал стадион Судија: Зипелт (Аустрија) Гледалаца: 10.647 |

| 11. јун 1958. 19:00                                                       |            |                     |                                                                       |
| Аргентина                                                                 | 3–1        | Северна Ирска       | Халмстад Ерјанс Вал стадион Судија: Ахнер (Шведска) Гледалаца: 14.174 |
| Омар Оресте Корбата 37’ (пен) · Норберто Менендез 56’ · Лудовико Авио 60’ | (Извештај) | Питер МекПарланд 4’ | Халмстад Ерјанс Вал стадион Судија: Ахнер (Шведска) Гледалаца: 14.174 |

| 11. јун 1958. 19:00                 |            |                                            |                                                                          |
| Западна Немачка                     | 2–2        | Чехословачка                               | Хелсингборг Олимпијски стадион Судија: Елис (Енглеска) Гледалаца: 25.000 |
| Ханс Шефер 60’ 79’ · Хелмут Ран 71’ | (Извештај) | Милан Дворжак 24’ (пен) · Зденек Зикан 42’ | Хелсингборг Олимпијски стадион Судија: Елис (Енглеска) Гледалаца: 25.000 |

| 15. јун 1958. 19:00            |            |                          |                                                                  |
| Западна Немачка                | 2–2        | Северна Ирска            | Малме Стадион Малмеа Судија: Кампош (Португал) Гледалаца: 21.990 |
| Хелмут Ран 20’ · Уве Зелер 78’ | (Извештај) | Питер МекПарланд 18’ 60’ | Малме Стадион Малмеа Судија: Кампош (Португал) Гледалаца: 21.990 |

| 15. јун 1958. 19:00                                                                 |            |                               |                                                                          |
| Чехословачка                                                                        | 6–1        | Аргентина                     | Хелсингборг Олимпијски стадион Судија: Елис (Енглеска) Гледалаца: 16.418 |
| Милан Дворжак 8’ · Здењек Зикан 17’ 39’ · Јиржи Фересл 68’ · Вацлав Ховорка 81’ 89’ | (Извештај) | Омар Оресте Корбата 64’ (пен) | Хелсингборг Олимпијски стадион Судија: Елис (Енглеска) Гледалаца: 16.418 |

##### Плејоф
| 17. јун 1958. 19:00      |                 |                  |                                                                |
| Северна Ирска            | 2–1 (Продужеци) | Чехословачка     | Малме Стадион Малмеа Судија: Гиге (Француска) Гледалаца: 6.196 |
| Питер МекПарланд 44’ 97’ | (Извештај)      | Зденек Зикан 18’ | Малме Стадион Малмеа Судија: Гиге (Француска) Гледалаца: 6.196 |

#### Група 2
| Репрезентација | Ута | П | Н | И | ГД | ГП | PG   | Поена |
| -------------- | --- | - | - | - | -- | -- | ---- | ----- |
| Француска      | 3   | 2 | 0 | 1 | 11 | 7  | 1.57 | 4     |
| Југославија    | 3   | 1 | 2 | 0 | 7  | 6  | 1.17 | 4     |
| Парагвај       | 3   | 1 | 1 | 1 | 9  | 12 | 0.75 | 3     |
| Шкотска        | 3   | 0 | 1 | 2 | 4  | 6  | 0.67 | 1     |

| 8. јун 1958. 19:00                                                                                     |            |                                                         |                                                                                |
| Француска                                                                                              | 7–3        | Парагвај                                                | Норћепинг, Стадион Идротспаркен Судија: Гардазабал (Шпанија) Гледалаца: 16.500 |
| Жист Фонтен 24’ 30’ 67’ · Роже Пјантони 52’ · Марјан Виснески 61’ · Рејмонд Копа 70’ · Жан Винсент 83’ | (Извештај) | Флоренсио Амарила 20’ 44’ (пен) · Хорхе Лино Ромеро 50’ | Норћепинг, Стадион Идротспаркен Судија: Гардазабал (Шпанија) Гледалаца: 16.500 |

| 8. јун 1958. 19:00 |            |                |                                                                           |
| Југославија        | 1–1        | Шкотска        | Вестерос, Стадион Аросвален Судија: Вислинг (Швајцарска) Гледалаца: 9.500 |
| Петаковић 6’       | (Извештај) | Џими Мјури 49’ | Вестерос, Стадион Аросвален Судија: Вислинг (Швајцарска) Гледалаца: 9.500 |

| 11. јун 1958. 19:00                 |            |                    |                                                                      |
| Југославија                         | 3–2        | Француска          | Вестерос, Стадион Аросвален Судија: Грифитс (Велс) Гледалаца: 12.000 |
| Петаковић 16’ · Веселиновић 63’ 88’ | (Извештај) | Жист Фонтен 4’ 85’ | Вестерос, Стадион Аросвален Судија: Грифитс (Велс) Гледалаца: 12.000 |

| 11. јун 1958. 19:00                                |            |                                 |                                                                               |
| Парагвај                                           | 3–2        | Шкотска                         | Норћепинг, Стадион Идротспаркен Судија: Орландини (Италија) Гледалаца: 12.000 |
| Хуан Агиеро 4’ · Кајетано Ре 45’ · Хосе Пароди 73’ | (Извештај) | Џеки Муди 24’ · Боби Колинс 74’ | Норћепинг, Стадион Идротспаркен Судија: Орландини (Италија) Гледалаца: 12.000 |

| 15. јун 1958. 19:00                 |            |               |                                                                       |
| Француска                           | 2–1        | Шкотска       | Еребро, Стадион Ејравален Судија: Брози (Аргентина) Гледалаца: 13.500 |
| Роже Пјантони 22’ · Жист Фонтен 44’ | (Извештај) | Семи Бард 58’ | Еребро, Стадион Ејравален Судија: Брози (Аргентина) Гледалаца: 13.500 |

| 15. јун 1958. 19:00                                       |            |                                              |                                                                             |
| Парагвај                                                  | 3–3        | Југославија                                  | Ешилструна, Стадион Тунавален Судија: Мако (Чехословачка) Гледалаца: 12.000 |
| Хосе Пароди 20’ · Хуан Агиеро 52’ · Хорхе Лино Ромеро 80’ | (Извештај) | Огњановић 18’ · Веселиновић 21’ · Рајков 73’ | Ешилструна, Стадион Тунавален Судија: Мако (Чехословачка) Гледалаца: 12.000 |

- Репрезентација Француска је заузела прво место у групи захваљујући бољој гол разлици од репрезентације Југославије.

#### Група 3
| Репрезентација | Ута | П | Н | И | ГД | ГП | PG   | Поена |
| -------------- | --- | - | - | - | -- | -- | ---- | ----- |
| Шведска        | 3   | 2 | 1 | 0 | 5  | 1  | 5.00 | 5     |
| Велс           | 3   | 0 | 3 | 0 | 2  | 2  | 1.00 | 3     |
| Мађарска       | 3   | 1 | 1 | 1 | 6  | 3  | 2.00 | 3     |
| Мексико        | 3   | 0 | 1 | 2 | 1  | 8  | 0.13 | 1     |

| 8. јун 1958. 14:00                             |            |         |                                                                |
| Шведска                                        | 3–0        | Мексико | Солна Стадион Росунда Судија: Латичев (СССР) Гледалаца: 45.000 |
| Агне Симонсон 17’ 64’ · Нилс Лидхолм 57’ (пен) | (Извештај) |         | Солна Стадион Росунда Судија: Латичев (СССР) Гледалаца: 45.000 |

| 8. јун 1958. 19:00 |            |                |                                                                         |
| Мађарска           | 1–1        | Велс           | Сандвикен Стадион Јернвален Судија: Кодесал (Уругвај) Гледалаца: 20.000 |
| Јожеф Божик 5’     | (Извештај) | Џон Чарлс 27’, | Сандвикен Стадион Јернвален Судија: Кодесал (Уругвај) Гледалаца: 20.000 |

| 11. јун 1958. 19:00 |            |                   |                                                                        |
| Мексико             | 1–1        | Велс              | Солна, Стадион Росунда Судија: Лемешић (Југославија) Гледалаца: 25.000 |
| Џејми Белмонте 89’  | (Извештај) | Ајвор Олчерч 32’, | Солна, Стадион Росунда Судија: Лемешић (Југославија) Гледалаца: 25.000 |

| 12. јун 1958. 19:00 |            |                 |                                                                  |
| Шведска             | 2–1        | Мађарска        | Солна, Стадион Росунда Судија: Моват (Шкотска) Гледалаца: 40.000 |
| Курт Хамрин 34’ 55’ | (Извештај) | Лајош Тихи 77’, | Солна, Стадион Росунда Судија: Моват (Шкотска) Гледалаца: 40.000 |

| 15. јун 1958. 14:00 |     |      |                                                                      |
| Шведска             | 0–0 | Велс | Солна, Стадион Росунда Судија: Ван Нуфел (Белгија) Гледалаца: 35.000 |
| (Извештај)          |     |      | Солна, Стадион Росунда Судија: Ван Нуфел (Белгија) Гледалаца: 35.000 |

| 15. јун 1958. 19:00                                      |            |         |                                                                        |
| Мађарска                                                 | 4–0        | Мексико | Сандвикен Стадион Јернвален Судија: Ериксон (Финска) Гледалаца: 13.300 |
| Лајош Тихи 19’ 46’ · Карољ Шандор 54’ · Јожеф Бенчич 69’ | (Извештај) |         | Сандвикен Стадион Јернвален Судија: Ериксон (Финска) Гледалаца: 13.300 |

##### Плејоф
| 17. јун 1958. 19:00 |            |                                    |                                                                 |
| Мађарска            | 1–2        | Велс                               | Солна, Стадион Росунда Судија: Латичев (СССР) Гледалаца: 20.000 |
| Лајош Тихи 33’      | (Извештај) | Ајвор Олчерч 27’ · Тери Медвин 76’ | Солна, Стадион Росунда Судија: Латичев (СССР) Гледалаца: 20.000 |

#### Група 4
| Репрезентација  | Ута | П | Н | И | ГД | ГП | PG   | Поена |
| --------------- | --- | - | - | - | -- | -- | ---- | ----- |
| Бразил          | 3   | 2 | 1 | 0 | 5  | 0  | ∞    | 5     |
| Совјетски Савез | 3   | 1 | 1 | 1 | 4  | 4  | 1.00 | 3     |
| Енглеска        | 3   | 0 | 3 | 0 | 4  | 4  | 1.00 | 3     |
| Аустрија        | 3   | 0 | 1 | 2 | 2  | 7  | 0.28 | 1     |

| 8. јун 1958. 19:00                               |            |          |                                                                         |
| Бразил                                           | 3–0        | Аустрија | Удевала Стадион Римнерсвален Судија: Гиге (Француска) Гледалаца: 17.778 |
| Жозе Алтафини Мацола 37’ 85’ · Нилтон Сантос 50’ | (Извештај) |          | Удевала Стадион Римнерсвален Судија: Гиге (Француска) Гледалаца: 17.778 |

| 8. јун 1958. 19:00                           |            |                                       |                                                                  |
| Совјетски Савез                              | 2–2        | Енглеска                              | Гетеборг Стадион Улеви Судија: Жолт (Мађарска) Гледалаца: 49.348 |
| Никита Симонијан 13’ · Александар Иванов 56’ | (Извештај) | Дерек Кеван 66’ · Том Финли 85’ (пен) | Гетеборг Стадион Улеви Судија: Жолт (Мађарска) Гледалаца: 49.348 |

| 11. јун 1958. 19:00 |            |          |                                                                   |
| Бразил              | 0–0        | Енглеска | Гетеборг Стадион Улеви Судија: Дух (З. Немачка) Гледалаца: 40.895 |
|                     | (Извештај) |          | Гетеборг Стадион Улеви Судија: Дух (З. Немачка) Гледалаца: 40.895 |

| 11. јун 1958. 19:00                                |            |                                       |                                                                     |
| Совјетски Савез                                    | 2–0        | Аустрија                              | Борос Стадион Риавален Судија: Јоргенсен (Данска) Гледалаца: 21.239 |
| Александар Иванов 15’ · Валентин Кузмич Иванов 62’ | (Извештај) | Дерек Кеван 66’ · Том Финли 85’ (пен) | Борос Стадион Риавален Судија: Јоргенсен (Данска) Гледалаца: 21.239 |

| 15. јун 1958. 19:00              |            |                                    |                                                                         |
| Енглеска                         | 2–2        | Аустрија                           | Борос Стадион Риавален Судија: Бронкхорст (Холандија) Гледалаца: 15.872 |
| Џони Хајнс 56’ · Дерек Кеван 74’ | (Извештај) | Карл Колер 15’ · Алфред Кернер 71’ | Борос Стадион Риавален Судија: Бронкхорст (Холандија) Гледалаца: 15.872 |

| 15. јун 1958. 19:00 |            |                 |                                                                   |
| Бразил              | 2–0        | Совјетски Савез | Гетеборг Стадион Улеви Судија: Гиге (Француска) Гледалаца: 50.928 |
| Вава 3’ 77’         | (Извештај) |                 | Гетеборг Стадион Улеви Судија: Гиге (Француска) Гледалаца: 50.928 |

##### Плејоф
| 17. јун 1958. 19:00 |            |          |                                                                   |
| Совјетски Савез     | 1–0        | Енглеска | Гетеборг Стадион Улеви Судија: Дух (З. Немачка) Гледалаца: 23.182 |
| Анатолиј Иљин 69’   | (Извештај) |          | Гетеборг Стадион Улеви Судија: Дух (З. Немачка) Гледалаца: 23.182 |

### Завршница
|  | Четвртфинале        | Четвртфинале    |                    |   | Полуфинале  | Полуфинале  |  |  | Финале | Финале |
|  |                     |                 |                    |   |             |             |  |  |        |        |
|  | 19. јун – Малме     |                 |                    |   |             |             |  |  |        |        |
|  |                     |                 |                    |   |             |             |  |  |        |        |
|  | Западна Немачка     | 1               |                    |   |             |             |  |  |        |        |
|  | Западна Немачка     | 1               | 24. јун - Готебург |   |             |             |  |  |        |        |
|  | Југославија         | 0               |                    |   |             |             |  |  |        |        |
|  | Југославија         | 0               | Западна Немачка    | 1 |             |             |  |  |        |        |
|  | 19. јун - Солна     |                 | Западна Немачка    | 1 |             |             |  |  |        |        |
|  |                     | Шведска         | 3                  |   |             |             |  |  |        |        |
|  | Шведска             | Шведска         | 3                  | 2 |             |             |  |  |        |        |
|  | Шведска             |                 | 29. јун – Солна    | 2 |             |             |  |  |        |        |
|  | Совјетски Савез     | 0               |                    |   |             |             |  |  |        |        |
|  | Совјетски Савез     | 0               | Шведска            | 2 |             |             |  |  |        |        |
|  | 19. јун - Норкепинг |                 | Шведска            | 2 |             |             |  |  |        |        |
|  |                     | Бразил          | 5                  |   |             |             |  |  |        |        |
|  | Француска           | Бразил          | 5                  | 4 |             |             |  |  |        |        |
|  | Француска           | 24. јун – Солна |                    | 4 |             |             |  |  |        |        |
|  | Северна Ирска       | 0               |                    |   |             |             |  |  |        |        |
|  | Северна Ирска       | 0               | Француска          | 2 |             |             |  |  |        |        |
|  | 19. јун - Готебург  |                 | Француска          | 2 |             |             |  |  |        |        |
|  |                     | Бразил          | 5                  |   | Треће место | Треће место |  |  |        |        |
|  | Бразил              | Бразил          | 5                  | 1 | Треће место | Треће место |  |  |        |        |
|  | Бразил              |                 | 28. јун - Готебург | 1 |             |             |  |  |        |        |
|  | Велс                | 0               |                    |   |             |             |  |  |        |        |
|  | Велс                | 0               | Западна Немачка    | 3 |             |             |  |  |        |        |
|  |                     |                 |                    |   |             |             |  |  |        |        |
|  | Француска           | 6               |                    |   |             |             |  |  |        |        |
|  | Француска           | 6               |                    |   |             |             |  |  |        |        |

#### Четвртфинале
| 19. јун 1958. 19:00                                           |            |               |                                                                                |
| Француска                                                     | 4–0        | Северна Ирска | Норћепинг, Стадион Идротспаркен Судија: Гардазабал (Шпанија) Гледалаца: 12.000 |
| Марјан Виснески 22’ · Жист Фонтен 55’ 63’ · Роже Пјантони 68’ | (Извештај) |               | Норћепинг, Стадион Идротспаркен Судија: Гардазабал (Шпанија) Гледалаца: 12.000 |

| 19. јун 1958. 19:00                 |            |                 |                                                                 |
| Шведска                             | 2–0        | Совјетски Савез | Солна, Стадион Росунда Судија: Лиф (Енглеска) Гледалаца: 45.000 |
| Курт Хамрин 49’ · Агне Симонсон 88’ | (Извештај) |                 | Солна, Стадион Росунда Судија: Лиф (Енглеска) Гледалаца: 45.000 |

| 19. јун 1958. 19:00 |            |      |                                                                    |
| Бразил              | 1–0        | Велс | Гетеборг Стадион Улеви Судија: Зипелт (Аустрија) Гледалаца: 25.000 |
| Пеле 66’            | (Извештај) |      | Гетеборг Стадион Улеви Судија: Зипелт (Аустрија) Гледалаца: 25.000 |

| 19. јун 1958. 19:00 |            |             |                                                                     |
| Западна Немачка     | 1–0        | Југославија | Малме Стадион Малмеа Судија: Вислинг (Швајцарска) Гледалаца: 20.000 |
| Хелмут Ран 12’      | (Извештај) |             | Малме Стадион Малмеа Судија: Вислинг (Швајцарска) Гледалаца: 20.000 |

#### Полуфинале
| 24. јун 1958. 19:00                |            |                                       |                                                                 |
| Француска                          | 2–5        | Бразил                                | Солна, Стадион Росунда Судија: Грифитс (Велс) Гледалаца: 27.000 |
| Жист Фонтен 9’ · Роже Пјантони 83’ | (Извештај) | Вава 2’ · Диди 39’ · Пеле 52’ 64’ 75’ | Солна, Стадион Росунда Судија: Грифитс (Велс) Гледалаца: 27.000 |

| 24. јун 1958. 19:00 |            |                                                        |                                                                  |
| Западна Немачка     | 1–3        | Шведска                                                | Гетеборг Стадион Улеви Судија: Жолт (Мађарска) Гледалаца: 50.000 |
| Ханс Шафер 24’      | (Извештај) | Ленарт Скоглунд 32’ · Гунар Грен 81’ · Курт Хамрин 88’ | Гетеборг Стадион Улеви Судија: Жолт (Мађарска) Гледалаца: 50.000 |

#### Утакмица за треће место
| 28. јун 1958. 17:00                                  |            |                                                                     |                                                                    |
| Западна Немачка                                      | 3–6        | Француска                                                           | Гетеборг Стадион Улеви Судија: Брози (Аргентина) Гледалаца: 25.000 |
| Ханс Цесларчик 18’ · Хелмут Ран 52’ · Ханс Шафер 84’ | (Извештај) | Жист Фонтен 16’ 36’ 78’ 89’ · Рејмонд Копа 27’ (пен) · Ивон Душ 50’ | Гетеборг Стадион Улеви Судија: Брози (Аргентина) Гледалаца: 25.000 |

#### Финале
| 29. јун 1958. 15:00                 |            |                                         |                                                                   |
| Шведска                             | 2–5        | Бразил                                  | Солна, Стадион Росунда Судија: Гиге (Француска) Гледалаца: 51.800 |
| Нилс Лидхолм 4’ · Агне Симонсон 80’ | (Извештај) | Вава 9’ 32’ · Пеле 55’ 90’ · Загало 68’ | Солна, Стадион Росунда Судија: Гиге (Француска) Гледалаца: 51.800 |

## Награде
| Победник Светског првенства 1974.  |
| ---------------------------------- |
| Репрезентација Бразила Прва титула |

| Златна копачка:        |
| ---------------------- |
| Француска, Жист Фонтен |

## Голгетери
| 13 голова - Жист Фонтен 6 голова - Пеле - Хелмут Ран 5 голова - Вава - Питер МекПарланд 4 гола - Зденек Зикан - Лајош Тихи - Курт Хамрин - Агне Симонсон 3 гола - Омар Оресте Корбата - Рејмонд Копа - Роже Пијантони - Ханс Шафер - Тодор Веселиновић | 2 гола - Мацола - Милан Дворжак - Вацлав Ховорка - Дерек Кеван - Марјан Висниески - Уве Зелер - Хуан Агеро - Флоренсио Амарила - Хосе Пароди - Хорхе Лино Ромеро - Александар Иванов - Нилс Лидхолм - Ајвор Олчерч - Александар Петаковић 1 гол - Лудовико Авио - Норберто Менендез - Карл Колер - Алфред Кернер - Диди - Нилтон Сантос - Марио Загало - Јиржи Фересл | - Том Фини - Џони Хајнс - Yvon Douis - Жан Винсент - Ханс Кесларчик Hans - Јожеф Бенчич - Јожеф Божик - Карољ Шандор - Џими Белмонте - Вилбур Куш - Кајетано Ре - Сами Бард - Боби Колинс - Џеки Муди - Џими Мури - Анатоли Иљин - Валентин Кузмич Иванов - Никита Симонијан - Гунар Грен - Ленарт Скоглунд - Џон Чарлс - Тери Медвин - Радивоје Огњановић - Здравко Рајков |